# أبو الهيثم الرازي
أبو الهيثم الرازي، (-226 هـ)، أديب ونحوي مسلم في القرن الثالث الهجري، قال أبو الفضل المنذري: «لازمت أبا الهيثم زمانًا، وكان بارعاً حافظاً، صحيح الأدب؛ عالماً ورعاً، كثير الصلاة، صاحب سنة، ولم يكن ضنيناً بعلمه وأدبه.»، توفي سنة ست وعشرين ومائتين في خلافة المعتصم بالله.

## كتبه
له كتاب «الشّامل فِي اللُّغة»، وكتاب «زيادات معاني القرآن»